# 우일리와 웨
우일리(고대 노르드어: Vili, 아이슬란드어: Vili 빌리, 노르웨이어: Vilje 빌리예[*], 덴마크어, 스웨덴어: Vile 빌레[*])와 웨(고대 노르드어: Vé, 아이슬란드어: Vé 비에, 덴마크어, 노르웨이어, 스웨덴어: Ve 베[*])는 노르드 신화에서 오딘의 남동생들이다. 이들 삼형제는 부리의 아들 보르와 볼소른의 딸 베스틀라 사이에서 태어났다.

## 같이 보기
- 높으신 분과 그만큼 높으신 분과 세 번째 분
- 회니르
- 로두르